# Нота (музыка)
Но́та (лат. nōta — «знак», «метка») в музыке — графическое обозначение музыкальных звуков. Иногда используется как синоним к музыкальным звукам.
Нота — один из основных символов современной музыкальной нотации. Вариации в изображении ноты в сочетании с другими символами позволяют показать такие характеристики нотного звука, как высота, длительность и порядок исполнения по отношению к другим звукам.
Знак ноты обычно расположен на нотном стане. У нот бывают разные длительности, например: целая, половинная, четверть, восьмая, шестнадцатая и тридцать вторая. Они играют важнейшую роль в музыке, потому что каждая мелодия имеет красивое звучание благодаря им.

## История
До нот в европейской музыке использовались особые знаки — невмы. Современная музыкальная нотация восходит к трудам Гвидо д'Ареццо первой половины XI века, который начал записывать ноты на четырёхлинейном нотном стане. Впоследствии система дорабатывалась (добавилась пятая линейка, изменился внешний вид нот, ключи и т. д.), и в современном виде она существует с XVII века.
Во времена зарождения нотной записи с помощью нот могли быть зафиксированы только высоты звуков, но не ритм; в периоды ранней мензуральной (XIII век), «чёрной» мензуральной (XIV век) и «белой» мензуральной (XV, XVI века) нотаций развивалась в основном эта составляющая записи музыки.

## Названия и обозначения

### Названия нот. История названий
В настоящее время приняты следующие названия нот: До Ре Ми Фа Соль Ля Си. Ноты, расстояние между которыми кратно октаве, называются одинаково.
За эталон частоты ноты берётся нота «Ля» первой октавы, частота которой должна быть равной 440 Гц (т. н. A440 — современный эталон высоты, стандарт ISO 16). В равномерно темперированном строе отношение частот двух соседних нот (например, до и до-диез) равно {\displaystyle {\sqrt[{12}]{2}}}; таким образом, можно видеть, что отношение частот нот, отстоящих друг от друга на октаву, равно двум.
Приведённая выше система наименований обязана своим появлением гимну св. Иоанну «Ut queant laxis». За названия первых шести нот взяты первые слоги строк гимна, который пелся в восходящей октаве (6-ступенная гамма):
UT queant laxis
REsonare fibris
MIra gestorum
FAmuli tuorum,
SOLve polluti
LAbii reatum.
Названия шести нот ввёл Гвидо д’Ареццо (нота до у него называлась ут). В дальнейшем для удобства проговаривания при пении нота ут была заменена на до (Джованни Дони, около 1640 года) и добавлена нота си (сокращение от «Sancte Ioannes»; Х. Вальрант, около 1574 года). В англоязычных странах и Венгрии нота си переименована в ти, чтобы не путать её с нотой C («си») в латинской нотации, где она обозначает ноту до (см. ниже), а также для того, чтобы каждая нота имела свою согласную в слоге (таким образом, альтерированные ноты обозначаются другими согласными с той же гласной, что и основная нота).

### Обозначение нот буквами
Другая распространённая система обозначения нот — буквенная: ноты от до до си обозначаются буквами латинского алфавита C, D, E, F, G, A, H. Это — так называемая немецкая система обозначения, где нота си обозначается буквой H. Почти во всех европейских странах, кроме тех, для которых основным языком является английский язык, используется немецкая система. Буквой B в ней обозначают си-бемоль (это связано с использованием фригийского ля-минора в песнопениях).
| Нотные знаки | Нотные знаки | Нотные знаки | Нотные знаки | Нотные знаки | Нотные знаки | Нотные знаки | Нотные знаки | Нотные знаки | Нотные знаки |
| ------------ | ------------ | ------------ | ------------ | ------------ | ------------ | ------------ | ------------ | ------------ | ------------ |
|              |              | C            | D            | E            | F            | G            | A            | H (B)        |              |
|              |              |              |              |              |              |              |              |              |              |
|              |              | до           | ре           | ми           | фа           | соль         | ля           | си           |              |

Существует также и английская система обозначения (см. рисунок выше), в которой ноту си обозначают буквой B (то есть, начиная с ноты ля, последовательность нот точно соответствует начальным буквам латинского алфавита: A, B, C, D, E, F, G). Эта система наиболее распространена в США, Великобритании, частично используется в Голландии, Швеции. Поэтому в англоязычной литературе используются правила английской системы обозначения. В русских сборниках гитарных аккордов также нередко встречается английская система.
Далее, для добавления к ноте бемоля к её названию приписывают -es (например, Ces — до-бемоль), а для добавления диеза — -is (соответственно -eses и -isis для дубль-бемоля и дубль-диеза). Исключения в названиях: Aes = As, Ees = Es, а также Нes = B в немецкой системе (здесь справа выписаны используемые обозначения, а слева — те, которые могли бы показаться логичными). В английской системе нота си-бемоль не подлежит исключению и обозначается согласно указанному правилу: Bes.
Мнемонический приём для запоминания нот, расположенных на первой — пятой линейках нотоносца: ми, соль, си, ре, фа (с интервалом в терцию). Для удобства запоминания используется фраза: «Мигрировала Соль на Сицилию Регистрировать Фамилию». Для нот между линейками — фа (в буквенной системе — F), ля (A), до (C), ми (E) — используется мнемоническое правило, когда буквенные обозначения нот образуют английское слово face (лицо).

### Сопоставление названий нот и буквенной нотации
|      | Немецкая система | Немецкая система | Немецкая система | Английская система | Английская система | Английская система |
| Нота | (Бекар)          | Диез             | Бемоль           | (Бекар)            | Диез               | Бемоль             |
| ---- | ---------------- | ---------------- | ---------------- | ------------------ | ------------------ | ------------------ |
| до   | c                | cis              | ces              | C                  | C-sharp            | C-flat             |
| ре   | d                | dis              | des              | D                  | D-sharp            | D-flat             |
| ми   | e                | eis              | es               | E                  | E-sharp            | E-flat             |
| фа   | f                | fis              | fes              | F                  | F-sharp            | F-flat             |
| соль | g                | gis              | ges              | G                  | G-sharp            | G-flat             |
| ля   | a                | ais              | as               | A                  | A-sharp            | A-flat             |
| си   | h                | his              | b                | B                  | B-sharp            | B-flat             |

### Упрощённая система
Существуют также упрощённая система записи нот, созданная для различных музыкальных инструментов: клавишная табулатура и гитарная табулатура. Табулатуру можно использовать не владея нотной грамотой.

## Форма записи нот на нотном стане
Нотным станом (или нотоносцем) называются те пять линеек, на которых располагаются ноты. Линейки считают снизу вверх. Ноты в виде овальных помет записываются в порядке звучания слева направо. Каждая нота находится либо на какой-нибудь строке нотоносца, либо в междустрочии. Иногда используются добавочные линейки, расширяющие нотный стан вверх или вниз. Дополнительные линейки рисуются только на такую длину, какая требуется для написания нот, на них находящихся. Вертикальная позиция ноты (её высота на нотном стане) зависит от высоты её звучания. Каждой строке/междустрочию нотоносца присваивается некое порядковое нотное значение, при этом порядок нот не меняется (проще представить это в соответствии с белыми клавишами фортепиано). Например, если на второй линейке снизу находится нота «соль», то между первой и второй строкой располагается нота «фа», на первой — «ми» и так далее. Таким образом, чтобы определить позиции всех нот на нотоносце, достаточно определить позицию одной; остальные при этом вычисляются автоматически. Чтобы знать, какая нота выбрана как отправная, в музыке существуют ключи — специальные символы, записывающиеся в левом конце нотоносца. Наиболее распространённый скрипичный ключ (ключ «соль», отдалённо напоминающий букву «G», латинское обозначение ноты) указывает на то, что на второй строке снизу поставлена нота «соль» первой октавы; басовый ключ (ключ «фа», восходящий своей графикой к букве «F») указывает на то, что второй строке сверху соответствует нота «фа» малой октавы. Реже в записи музыки встречаются другие ключи «соль» (старофранцузский), ключи «фа» (басопрофундовый). Партии определённых инструментов пишутся в ключах «до» (альтовом, теноровом, и других).
Существуют не только «чистые» ноты («до», «ре», «ми», «фа», «соль», «ля», «си», обозначим их общей буквой «n»), но и их производные «n-диез», «n-бемоль», «n-дубль-диез», «n-дубль-бемоль», для обозначения которых слева от ноты пишутся символы диез, бемоль, дубль-диез и дубль-бемоль, называемые знаками альтерации. Эти же знаки (только одного вида — диезы или бемоли) могут стоять в начале каждой строчки нотоносца и означать, что все ноты данного названия исполняются в диезном или бемольном варианте (см. статью Тональность). Знаки, стоящие в начале строчки (при ключе) называются ключевыми, знаки, стоящие при отдельных нотах — случайными. Случайные знаки действуют во всех октавах в пределах одного такта. Есть ещё один знак альтерации — бекар (дубль-бекар (практически вышедший из употребления в настоящее время), бекар-диез, бекар-бемоль). Он используется для отмены ранее указанного диеза или бемоля (как случайного, так и для ключевого). Бекар-диез используется для «частичной» отмены дубль-диеза, то есть «n-дубль-диез» сменяется на «n-диез»; аналогично используется бекар-бемоль. Дубль-бекар полностью отменяет действие дубль-диеза/дубль-бемоля.
Цвет овала нот, называемого головкой (чёрный или белый), палочки, приставленные к ним, называемые штилями, и небольшие штрихи на штилях, называемые флагами (или хвостами), указывают на их длительность. Основными длительностями нот являются целая (белая нота без штиля) и её половинные деления: половина (белая со штилем), четверть (чёрная со штилем), восьмая (чёрная со штилем и одним флагом), шестнадцатая (чёрная со штилем и двумя флагами), тридцать вторая (чёрная со штилем и тремя флагами) и т. д. Намного реже применяются более мелкие длительности (шестьдесят четвёртые и сто двадцать восьмые) и более крупные (бревис, равная двум целым и обозначающаяся специальным знаком: белым прямоугольником с выступающими торцевыми сторонами). При этом длительность целой ноты есть величина относительная; она зависит от текущего темпа произведения. При задании длительности звучания целой автоматически задаются длительности звучания остальных типов нот.
Если подряд записаны несколько нот длительностью меньше четвертей, то они записываются под общим ребром — палочкой, соединяющей концы штилей. При этом, если ноты восьмые, ребро одинарное, если шестнадцатые — двойное и т. д. Это ребро иногда называют вязкой. В современной нотописи встречается объединение нот (чаще всего шестнадцатые, тридцать вторые и мельче) под одно ребро из разных тактов. При этом над тактовой чертой остаётся только одно ребро.
Бывает, что нужно записать ноту, длящуюся, например, три восьмых. Для этого есть два способа: либо берутся две ноты, в сумме дающие три восьмых (то есть четверть и восьмая) и соединяются лигой — дугой с концами, почти касающимися овала нот, либо к более длинной длительности (в нашем случае — к четверти) справа от овала приписывается точка, означающая, что длительность ноты увеличена наполовину. Очень редки случаи, когда ставятся две точки. По строгим правилам нотописи, это ошибка. Ноты с точкой также могут объединяться под одним ребром. Существуют определённые правила, регламентирующие применение того или иного вида группирования нот. Они называются правилами группировки.
Наконец, бывает необходимым поделить какую-либо длительность не на две половины, а на три, пять или другое количество равных частей, не кратное двум. В этом случае используются триоли, квинтоли и другие аналогичные формы записи.
Для изменения длительности ноты в бо́льшую сторону на усмотрение исполнителя в записи используются ферматы. Кроме того, в нотной записи аналогично самим нотам используются паузы для записи участков без звучания.
В музыке XX столетия появились (правда, не прижились) такие знаки, как кластеры, белые и чёрные, применяющиеся для фортепианной музыки. Они представляют собой вертикальные прямоугольники разной высоты, снабжённые штилем и означают, что все белые (или чёрные, или все) клавиши в указанном диапазоне (от нижнего края кластера до верхнего) берутся одновременно. Чаще всего ладонью. Например, кластер покрыл пространство от первой линейки до четвёртой (в скрипичном ключе). Это означает, что должны быть нажаты ноты от «ми» первой октавы до «ре» второй.
Чередование сильных и слабых долей (внутреннего ритма) мелодии обуславливает её деление на такты. Такты разделяются тактовой чертой — тонкой вертикальной чертой, пересекающей все пять линеек.

## Элементы
Изображение ноты состоит из трёх элементов: вытянутого в горизонтальном направлении овала, называемого головка, присоединённой к ней вертикальной чёрточки, называемой штиль (от нем. Stiel — рукоятка, стержень), и присоединённой к штилю одной или нескольких изогнутых линий, называемых хвосты или флажки (хвост, флажок). Головка может быть пустой или заполненной, штиль и хвосты могут отсутствовать.
Заполненность или незаполненность головки, наличие штиля и хвостов, а также их количество определяют относительную длительность обозначаемого звука.
Расположение головки ноты относительно линеек нотоносца определяет высоту звука, а взаимное расположение нот — порядок их исполнения.

## Обозначение высоты звука
При записи музыки ноты размещаются на нотном стане таким образом, чтобы головки нот находились точно на линиях и посередине между ними (на междустрочиях). Каждой такой позиции соответствует одна из 7 основных ступеней, повторяющаяся в разных октавах каждые 7 позиций (через каждые четыре линии). Соответствие ступеней и позиций на нотном стане задаётся ключом, при этом основная ступень позиции может быть повышена или понижена ключевыми и/или случайными знаками альтерации. Таким образом, точная высота обозначаемого звука определяется исходя из положения ноты на нотном стане с учётом ключей и знаков альтерации.